# Schwangau
Schwangau je obec, která se nachází v okrese Ostallgäu v Bavorsku, v Německu. Obec leží 4 km od většího města Füssen a pouhých 1,5 km od Hohenschwangau.

## Geografie
Kromě Schwangau k obci náleží místní části Alterschrofen, Brunnen, Erlisholz, Hohenschwangau, Horn, Mühlberg a Waltenhofen. Obec nemá železniční stanici, ale vedou zde autobusové linky.

## Hospodářství a infrastruktura
Největší přínos financí pro tuto oblast je především turistický ruch a zemědělství.
V oblasti se nachází slavný zámek Neuschwanstein.